# Chvalovice

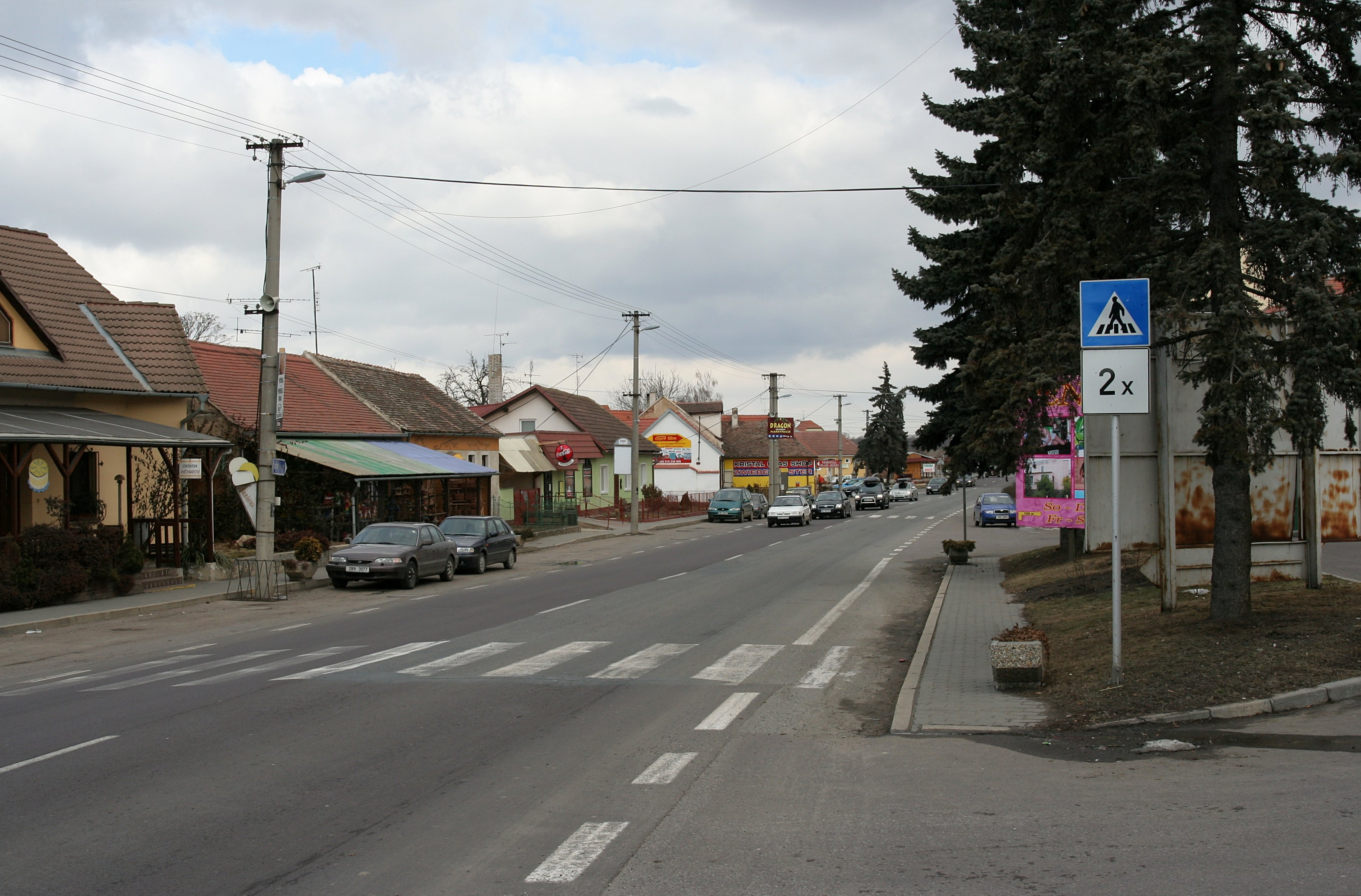
Europastraße in Chvalovice

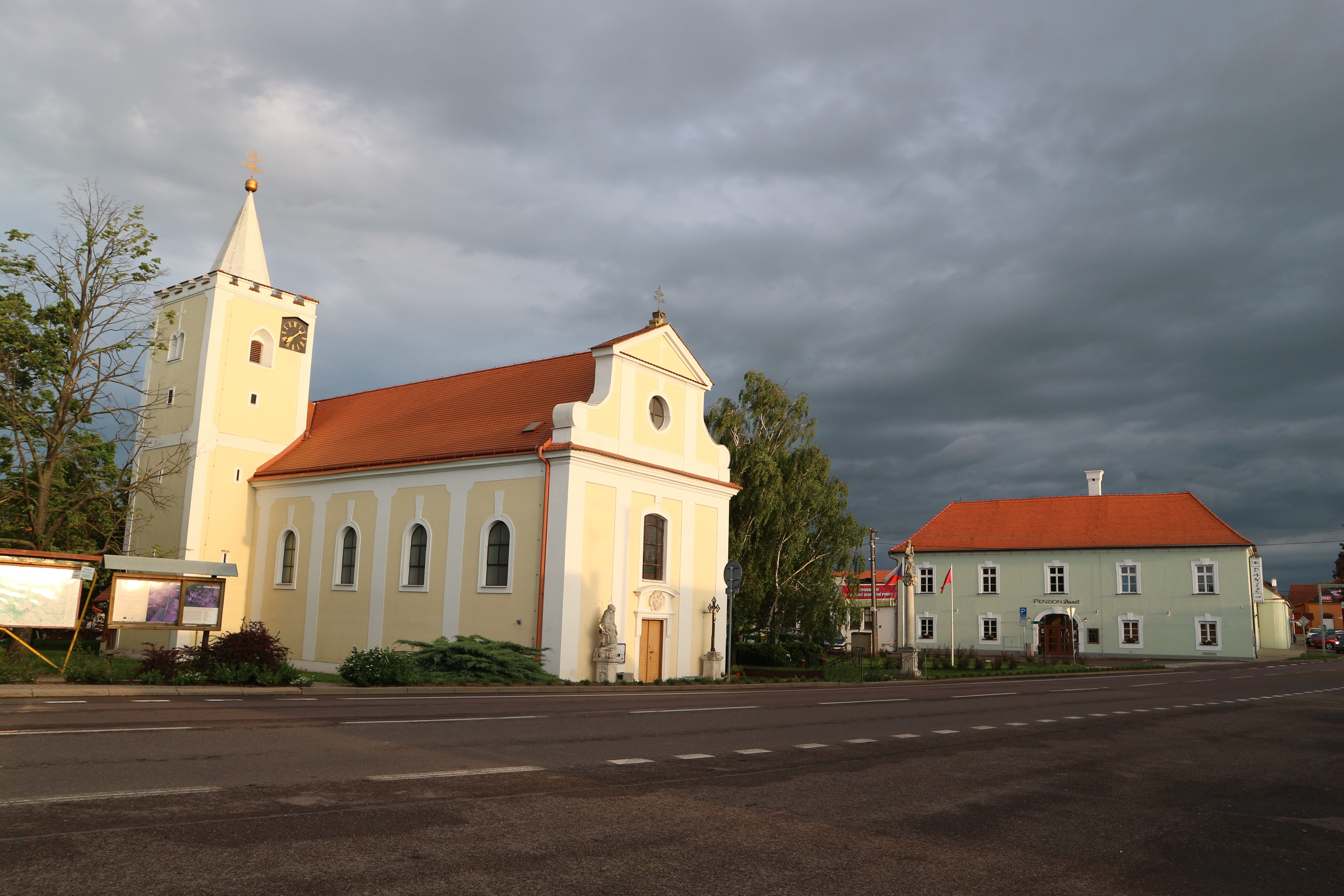
Kirche der hl. Margarethe und Pension Daníž

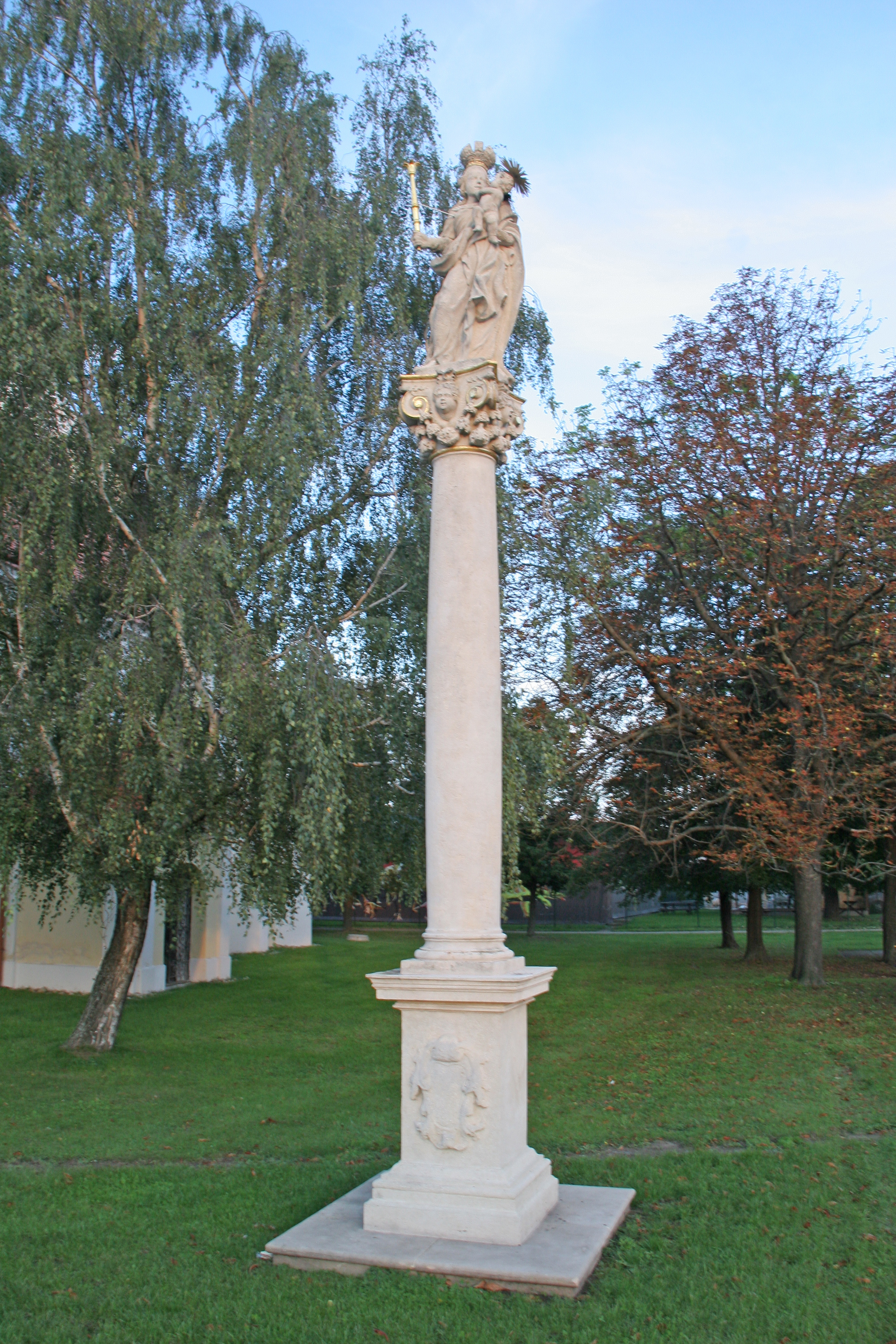
Mariensäule

Chvalovice (deutsch Kallendorf) ist eine Gemeinde im Okres Znojmo im Jihomoravský kraj in der Tschechischen Republik.

## Geographie
Die Gemeinde liegt in Südmähren, etwa acht Kilometer südlich der Stadt Znojmo an der Grenze zu Österreich. Durch Chvalovice fließt der Bach Daníž. Die Staatsstraße I/38/Europastraße 59 durchquert das Dorf. In Hatě an der E59 befindet sich ein Grenzübergang nach Kleinhaugsdorf in Österreich, an dem seit dem Beitritt Tschechiens zum Schengener Abkommen am 21. Dezember 2007 keine regelmäßigen Pass- und Zollkontrollen mehr durchgeführt werden.

## Geschichte
Die Anlage des Ortes und die bis 1945 gesprochene bairisch-österreichische „ui“- Mundart mit ihren speziellen bairischen Kennwörtern weisen auf eine Besiedlung durch bayrische deutsche Stämme hin, wie sie um 1050, aber vor allem im 12. und 13. Jahrhundert erfolgte.
Die erste urkundliche Nennung des Ortes liegt im Jahr 1284. In diesem Jahr wurde vom Olmützer Bischof dem Kloster Bruck der Besitz in der Ortschaft „Qualndorff“ bestätigt. Im Laufe der Jahre änderte sich die Schreibweise des Ortes mehrmals. So schrieb man 1349 „Kalndorf“, 1523 „Kolindorff“ und 1575 „Kalndorff“. Die heutige Schreibweise ist seit dem Jahr 1718 in Gebrauch.
Die Matriken werden seit 1710 geführt. Unter Joseph II. wurde das Kloster Bruck aufgelöst und damit die Herrschaft über Kallendorf.
Im Jahr 1752 wurde die Kaiserstraße gebaut. Da diese Straße die Hauptverbindungsstraße von Österreich nach Böhmen war, kam es zu einem wirtschaftlichen Aufschwung des Ortes. In den Jahren 1799 und 1805 belastete der Aufenthalt russischen Militärs den Ort, 1809 die Franzosen. Im Jahr 1859 brach ein Großbrand im Ort aus und vernichtete 26 Häuser. Während des Deutsch-Österreichischen Krieges 1866 besetzten preußische Soldaten den Ort. 1874 richtete eine Überschwemmung schwere Schäden an. Infolge eines schweren Schädlingsbefalls im Jahr 1897 ging die Weinbaufläche von 94 ha auf 37 ha zurück. Um die Jahrhundertwende lebten die meisten Einwohner des Ortes von der Landwirtschaft. Lediglich fünf Handwerker und einige Angestellte bzw. Beamten besaßen kein Ackerland.
Nach dem Ersten Weltkrieg kam der zuvor zu Österreich-Ungarn gehörende Ort, der 1910 ausschließlich von Deutschmährern bewohnt wurde, durch den Vertrag von Saint-Germain zur Tschechoslowakei. Maßnahmen folgten wie die Bodenreform, das Sprachengesetz (1920) und die Sprachenverordnung (1926), wodurch es durch Siedler und neu besetzte Beamtenposten zu einem vermehrten Zuzug von Personen tschechischer Nationalität kam. Am 27. Oktober 1935 kam es zu einer Kundgebung durch ortsfremde Tschechen und zu Ausschreitungen. In den Jahren von 1936 bis 1938 wurden auf dem Gemeindegrund neun Bunker des Tschechoslowakischen Walls errichtet. Zwischen 1938 und 1945 gehörte der Ort Kallendorf infolge des Münchner Abkommens zum Reichsgau Niederdonau. Bis 1945 war Kallendorf mit den Ortschaften Gerstenfeld und Klein-Tajax zur Gemeinde Schatzberg zusammengeschlossen.
Im Zweiten Weltkrieg hatte der Ort 37 Opfer zu beklagen. Nach Kriegsende wurde die Gemeinde wieder der Tschechoslowakei zugeordnet. Elf Einwohner wurden Opfer der Nachkriegsgewalt. Bis auf fünf Menschen flohen alle Deutschsüdmährer vor den einsetzenden Nachkriegsexzessen oder wurden über die Grenze nach Österreich vertrieben. Die restlichen fünf Deutschsüdmährer von Kallendorf wurden im September und Oktober 1946 über Znaim nach Deutschland zwangsausgesiedelt. 17 Personen verblieben im Ort. Die in Österreich befindlichen Kallendorfer wurden bis auf 16 Familien in Übereinstimmung mit den ursprünglichen Überführungszielen des Potsdamer Kommuniqués nach Deutschland weiter transferiert.
Im Jahre 1961 wurde Hatě von Dyjákovičky nach Chvalovice umgemeindet.

## Wappen und Siegel
Der Ort führte um das Jahr 1745 ein Siegel. Es zeigte ein Pflugeisen mit einer Umschrift. Nach dem Ende des Herrschaftsverhältnisses führte Kallendorf einen bildlosen Schriftstempel, der ab 1919 zweisprachig war.

## Bevölkerungsentwicklung
| Volkszählung | Einwohner gesamt | Volkszugehörigkeit der Einwohner | Volkszugehörigkeit der Einwohner | Volkszugehörigkeit der Einwohner |
| Jahr         | Einwohner gesamt | Deutsche                         | Tschechen                        | Andere                           |
| ------------ | ---------------- | -------------------------------- | -------------------------------- | -------------------------------- |
| 1880         | 723              | 723                              | 0                                | 0                                |
| 1890         | 759              | 735                              | 22                               | 2                                |
| 1900         | 723              | 723                              | 0                                | 0                                |
| 1910         | 711              | 711                              | 0                                | 0                                |
| 1921         | 690              | 623                              | 46                               | 21                               |
| 1930         | 681              | 639                              | 29                               | 13                               |

## Gemeindegliederung
Chvalovice besteht aus den Ortsteilen Chvalovice (Kallendorf) und Hatě (Haid). Grundsiedlungseinheit ist Chvalovice.

## Sehenswürdigkeiten
- Pfarrkirche St. Margareta (1284)
- Hauptaltar von Josef Winterhalder dem Jüngeren
- Bildsäulen (hl. Anna (1734), Johann von Nepomuk (1734), hl. Florian (1764))
- Marienkapelle
- Loretosäule (1628)
- Kriegerdenkmal (1921)[12]

## Brauchtum
Reiches Brauchtum bestimmte den Jahresablauf der 1945/46 vertriebenen, deutschen Ortsbewohner:
- Die Faschingsunterhaltung währt drei Tage, wobei ein Präsent ausgetanzt und an das meistbietende Mädchen übergeben wird. Am Aschermittwoch sammeln die Burschen Eier, Geselchtes, Wein und Geld und verzehren alles im Gasthaus. Am Aschermittwoch und an den nachfolgenden Sonntagen werden die Burschen von den Mädeln zu einem Festessen eingeladen.
- Zu St. Markus gab es eine Bittprozession, bei der eine Grenzbegehung des Gemeindeausschusses mit dem Bürgermeister, den Gemeinderäten und dem Gemeindediener abgehalten wurde.
- Traditionsgemäß erfolgte zu Pfingsten die Wallfahrt nach Maria Dreieichen und weitere kleinere Wallfahrten nach Taßwitz und Lechwitz.
- Das von den Winzern veranstaltete Weinlesefest wurde von der Freiwilligen Feuerwehr Chvalovice organisiert. Dabei wurde der Gemeindesaal bis zur Decke mit Weinranken, Weintrauben, Birnen, Äpfeln und Nüssen geschmückt. Ein Saalbürgermeister und eine Schar Feldhüter hatten die Aufgabe, die Weintrauben und das Obst zu bewachen. Erwischten sie einen Dieb, musste dieser Strafe bezahlen. Tat er dies während des Tanzes, verdoppelte sich seine Strafe. Um Mitternacht wurde die „Amtsstube“ geschlossen, das noch vorhandene Obst freigegeben und das eingenommene Geld der Feuerwehr übergeben.[13]